# هاري س. ويلر
هاري س. ويلر (بالإنجليزية: Harry C. Wheeler)‏ هو شريف أمريكي، ولد في 23 يوليو 1875 في جاكسونفيل في الولايات المتحدة، وتوفي في 17 ديسمبر 1925 في بيسبي في الولايات المتحدة.